# ريكاردو باول
ريكاردو باول (18 ديسمبر 1978 في جامايكا - ) (بالإنجليزية: Ricardo Powell)‏ هو لاعب كريكت جامايكي. شارك مع منتخب الهند الغربية للكريكت ومنتخب جامايكا الوطني للكريكت.

## وصلات خارجية
- ريكاردو باول على موقع إي آس بي آن كريك إنفو (الإنجليزية)